# 曾清华
曾清华（1948年7月—），女，四川资阳人，中华人民共和国政治人物，曾任四川省妇女联合会主席，四川省政协副主席。